# Political RPF
Pour un article plus général, voir Slash (fiction).

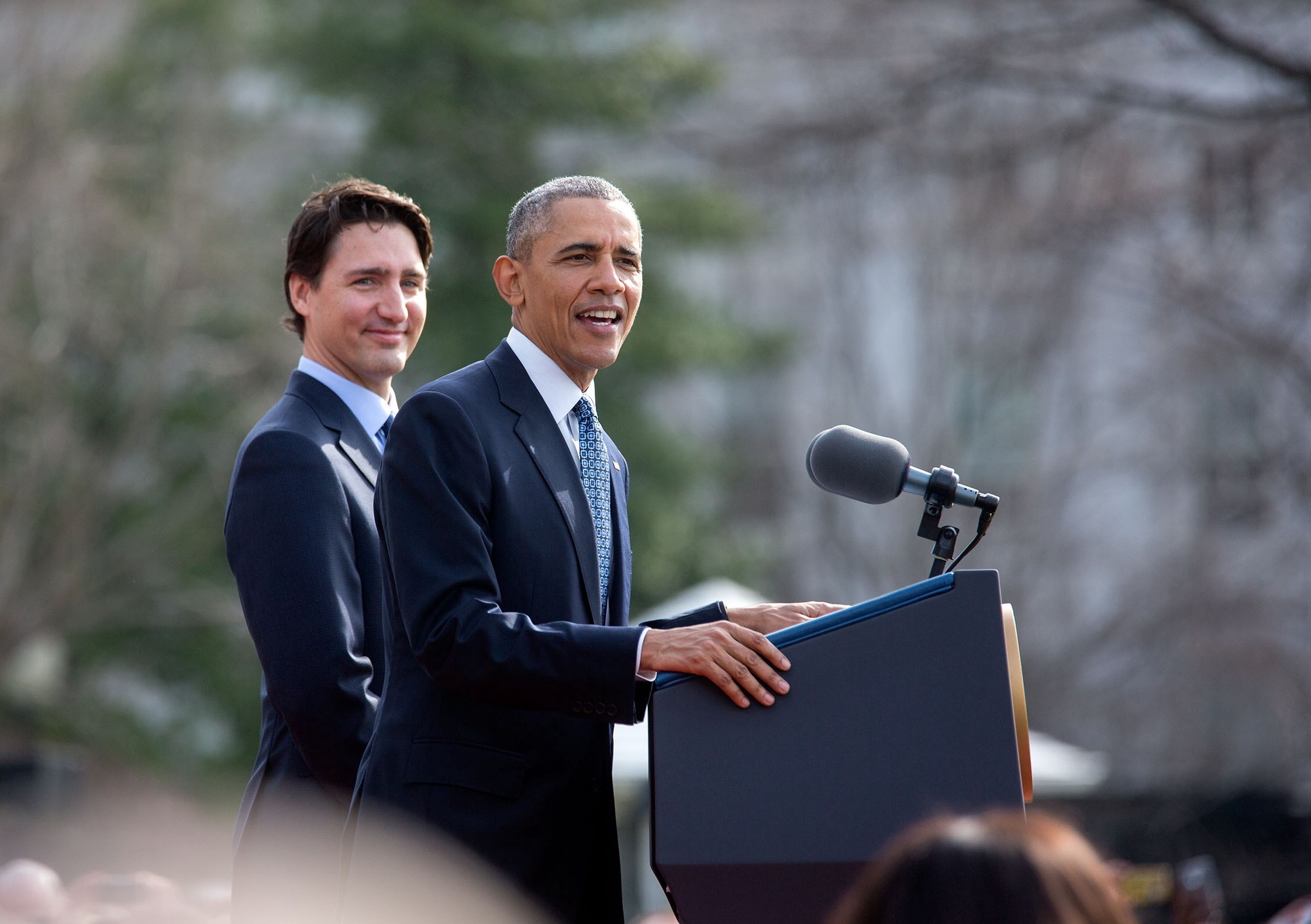
L'un des premiers ship politique représenté positivement, Barack Obama et Justin Trudeau.

Le Political RPF (Political Real Person Fiction, fiction basée sur de réelles personnalités politiques) est un genre de fanfiction mettant en scène des personnalités politiques. Il s'agit d'une application de la politique-fiction dans le cadre des fanfictions.

## Principe
Le Political RPF se base sur deux sources. D'une part, le canon, constitué de l'ensemble des productions réelles de la personnalité politique, telles qu'apparitions médiatiques, communication sur les réseaux sociaux et publications sur les plateformes de campagne ; ce canon est interprété soit comme une personne réelle, soit comme déjà une construction médiatique fictive. D'autre part, le fanon, qui correspond à un consensus communautaire d'éléments d'interprétation ou de création autour du ou de la candidate et qui permet de combler des points manquant ou de rendre la personnalité plus intéressante d'un point de vue narratif.

## Historique et contours
Si le RPF émerge dès la fin des années 90 / début des années 2000 en prenant comme thème des boys band, son adaptation aux personnalités politiques est plus récente. Ce style littéraire rappelle des pratiques bien plus anciennes, tels que les écrits érotiques sur Marie-Antoinette d'Autriche du XVIIIème siècle ou le ship entre Napoléon et le Tsar Alexandre II au XIXème siècle.
Si le political RPF ne doit pas être confondue avec la Political (fan)fiction, qui traite de sujets politiques en les plaçant dans un contexte fictif,, il n'est pas forcément simple d'en dessiner les contours. Ainsi, des fanfictions basées sur le roman Nicolas Eymerich, inquisiteur mettent en scène la personne bien réelle de Nicolas Eymerich et servent plus généralement à parler de l'église catholique contemporaine.
Dans son acceptation contemporaine, le political RPF est la suite de deux mouvements dans la communication politique, le premier étant sa porosité de plus en plus forte avec le divertissement, tels que l'utilisation de techniques de storytelling ou la participation à des talk shows, et le second étant le brouillage de la frontière entre les vies privées et publiques des personnalités politiques.

## Diffusion
Ces œuvres sont essentiellement publiées sur Archive of Our Own, en particulier car FanFiction.Net interdit toutes les fanfictions RPF depuis 2008. Elles se retrouvent aussi sur Wattpad et se diffusent par les réseaux sociaux, en particulier Twitter, Instagram et TikTok,.
Comme les écrits des siècles précédents circulaient de la même manière et en reprenant les mêmes thèmes que les dessins de presse, les fanfictions s'accompagnent souvent de l'équivalent de ces dessins au XXIe siècle, les mèmes,,.

## Thèmes
Le Political RPF tire une grande inspiration dans les évènements médiatiques, tels que l'affaire Lewinsky, l'élection présidentielle américaine de 2016, l'élection présidentielle française de 2017, le mouvement des Gilets jaunes, l'affaire Benalla, l'affaire Fillon, le Brexit, les relations entre les États-Unis et la Russie ou le sommet du G7 de 2017.
Si les protagonistes restent souvent cantonnés à la scène politique, ils peuvent aussi inclure des célébrités médiatiques, tels que, en France, les journalistes de Quotidien ou le youtubeur Cyprien voir, dans le cadre de crack fics, de personnages de fictions, tels que Shrek.
De nombreuses fanfictions de ce style sont des romances, en particulier érotiques, généralement entre deux hommes. Ce style permet ainsi l'expression publique de fantasmes, une manière de représenter les relations homosexuelles d'une façon positive : c'est le cas par exemple des ships Obama/Biden et Obama/Trudeau à l'époque de sa présidence, de 2008 à 2016, puis de Trudeau/Macron à partir de 2017,.
Les représentations sexuelles ne sont pas forcément positives et servent aussi de dénonciation satyrique, en particulier de jeux de pouvoirs,. L'écriture de fanfictions est ainsi à la fois un exercice d'appréciation, c'est-à-dire de transcription de la culture fandom à la politique, mais aussi de dénonciation. 
Enfin, l'exercice d'écriture d'une fiction est aussi une manière pour les citoyens de retrouver une forme de pouvoir sur le storytelling politique, que ce soit en renversant les perspectives sur des évènements comme c'est le cas pour les fictions sur l'affaire Lewinsky ou simplement de la mettre à distance : « elle peut [...] permettre de digérer l’absurdité d’une actualité qui ressemble toujours plus à de la fiction ».

## Réception
Le RPF est le style de fanfiction le plus déconsidéré, et parmi les sous-genres de RPF, le political RPF est celui qui rencontre le plus de mépris et d'incompréhension. Est notamment dénoncé un irrespect de la vie privée des personnes représentées dans ces œuvres, ainsi qu'un manque de considération global, en particulier quand ces écrits sont portés à la connaissance des personnes impliquées.
Si certains partis politiques, tels que le Labour lorsqu'il a pris conscience de la popularité de Nate Silver, voient que cela leur permet d'avoir, pour un certain temps, une image positive, en particulier parmi les électeurs les plus jeunes, un effet concret sur l'électorat n'est pas démontré.
Lors du buzz du ship des députés néerlandais Rob Jetten/Jesse Klaver lancé sur Tiktok début 2021, de nombreux citoyens des Pays-Bas ont trouvé que c'était une manière positive pour leur petit pays d'être au devant de la scène internationale.